# NeXT
NeXT (anche NeXT Computer) è stata una società fondata nel 1985 da Steve Jobs e acquisita da Apple nel 1996.

## Storia
L'obiettivo della società era di avviare una nuova rivoluzione del campo dell'informatica. Steve Jobs c'era già riuscito con la Apple, di cui era stato uno dei tre fondatori, ed era convinto di potersi ripetere. Per realizzare il suo obiettivo i soci fondatori della NeXT passarono al vaglio le nuove tecnologie sviluppate dalle università e dalle aziende di informatica al fine di realizzare il miglior personal computer mai esistito al mondo.
Per il lato software si concentrarono principalmente su tre progetti:
- Il PostScript
- Il Microkernel Mach
- La programmazione orientata agli oggetti.

Dal lato hardware, come supporto per la memorizzazione si affidarono ad un innovativo disco magneto-ottico da 250 MB. L'elaborazione dati era gestita da una CPU Motorola 68030, coadiuvata da un coprocessore matematico e da un DSP per i compiti multimediali.

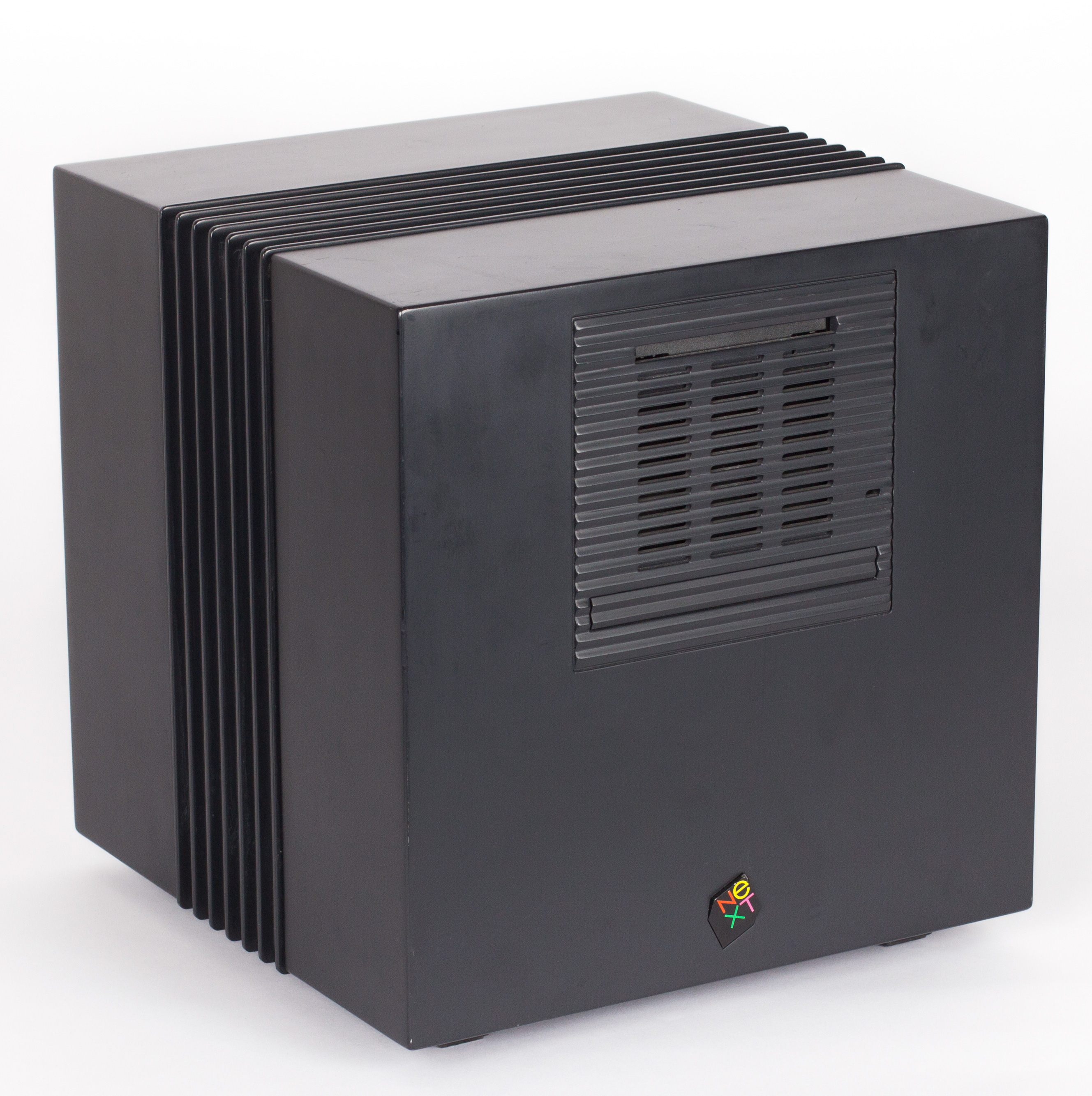
NeXTcube

Lo sviluppo e la progettazione di una macchina con una tecnologia così avanzata e innovativa fu lungo e travagliato; difatti il primo computer, il NeXTcube, fu presentato solo nel 1990, quasi cinque anni dopo la fondazione della società. Il primo modello non fu un successo: era molto costoso per essere un personal computer e alcune scelte progettuali si rivelarono troppo ardite. Le prime macchine erano soggette a frequenti guasti, inoltre il fatto che la macchina non fosse dotata di hard disk ma solo del disco magneto ottico creò non pochi problemi agli utilizzatori. La NeXT, visto lo scarso successo della macchina, ne sviluppò una nuova versione che risolveva sia i problemi di affidabilità che quelli legati al disco magneto ottico, infatti il modello successivo fu dotato anche di hard disk.

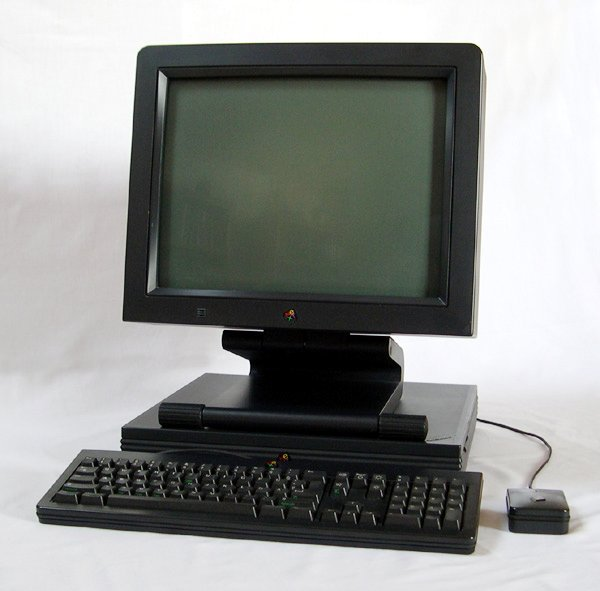
NeXT Station

La nuova versione venne presentata nel 1991 e ottenne un riscontro dal mercato migliore della precedente, ma comunque insufficiente per mantenere una società delle dimensioni della NeXT. Nel 1993 la NeXT decise di chiudere la divisione hardware e di concentrarsi solo sul sistema operativo chiamato NeXTSTEP, che era il vero fiore all'occhiello della società. Venne effettuata la conversione del S.O. verso varie piattaforme, ma la mancanza di programmi che funzionassero su NeXTSTEP impedì al S.O. di diventare un successo commerciale.
Nel 1996 Apple Computer si trovava in un momento molto difficile, il suo sistema operativo Mac OS era ormai obsoleto e non al passo coi tempi e una riscrittura avrebbe richiesto troppo tempo. Steve Jobs fu richiamato dalla casa da lui fondata. Jobs rientrò facendo confluire in Apple la NeXT, che così si salvò dalla bancarotta. NeXTSTEP fornì alcune delle basi del nuovo sistema operativo Apple, macOS.
In ogni caso, le macchine NeXT possono essere ricordate per aver ospitato la nascita del World Wide Web: Tim Berners-Lee lavorò al primo web browser e al primo web server proprio su un computer NeXT.